# Platycleis tenuis
Platycleis tenuis är en insektsart som beskrevs av Heller, K.-g. 1988. Platycleis tenuis ingår i släktet Platycleis och familjen vårtbitare. Inga underarter finns listade i Catalogue of Life.